# Tetryl
Tetryl là một loại chất nổ nhạy nổ, được sử dụng để làm các kíp nổ và các lượng nổ mồi. Tên danh pháp của nó là 2,4,6-trinitrophenyl-N-methylnitramine đôi khi cũng được dùng với những tên khác như nitramine, tetralite, hay tetril. Công thức hóa học của nó là C7H5N5O8.
Tetryl có dạng tinh thể rắn màu vàng, không mùi, nó không được tìm thấy trong môi trường tự nhiên. Trong một điều kiện nhất định, tetryl có thể tồn tại ở dạng bụi trong không khí. Nó có thể hòa tan được một lượng nhỏ trong nước hay trong các chất lỏng khác.
Tetryl có tốc độ nổ 7.570 m/s.

## Sử dụng
Tetryl được sử dụng chủ yếu trong Chiến tranh thế giới lần thứ nhất, Chiến tranh thế giới lần thứ hai và các cuộc xung đột sau đó. Tetryl thường được sử dụng chỉ mình nó, mặc dù đôi khi có thể được tìm thấy ở dạng hợp phần.
Trong lĩnh vực quân sự, Tetryl được sử dụng làm thuốc nổ mồi, thường ở dạng viên nén, nó cũng được sử dụng để nhồi vào các đầu đạn cỡ nhỏ từ 20 mm - 37 mm do nó có khả năng tạo ra nhiều mảnh văng hơn so với TNT.